# Антонио Кастехон
Антонио Кастехон Еспиноса (на испански: Antonio Castejón Espinosa) е испански генерал от Африканската армия, който се бие за националистите в Гражданската война в Испания. 

## Биография
Роден във Филипините, по това време испанска колония.
В началото на Гражданската война частта на майор Кастехон от Испанския легион се присъединява към бунтовниците и поема контрола над Тетуан в Испанско Мароко. През август 1936 г. той командва една от четирите националистически колони, които превземат Бадахос с щурм. Произведен в полковник през 1937 г.
Кастехон получава командването на 102-ра дивизия на армията на Андалусия по време на битката при Ебро. Повишен е в генерал в края на войната. От 1939 до 1942 г. командва дивизия на Испанския чуждестранен легион.